# Maula Jatt
 (août 2015).
 (février 2020).
Le contenu est difficilement compréhensible vu les erreurs de traduction, qui sont peut-être dues à l'utilisation d'un logiciel de traduction automatique.
Pour plus de détails, voir Fiche technique et Distribution.
Maula Jatt (en pendjabi : مولا جٹ) est un film d'action et film musical pakistanais de 1979, dirigé par Younis Malik et produit par Sarwar Bhatti. Il met en vedette l'acteur Sultan Rahi dans le rôle principal et Aasia et Mustafa Qureshi comme l'antagoniste Noori Natt. Le film a reçu un succès critique et populaire et est considéré comme culte au Pakistan. Il a inspiré des cinéastes pakistanais, plusieurs films ayant reçu des noms comportant le nom « Jat » en suffixe. Ce film appartient à un genre qui représente la culture rurale du Pendjab. Le succès de ce film a lancé la tendance des films d'action populaires au Pakistan, et confirmé Sultan Rahi comme héros principal de Lollywood.

## Fiche technique
- Réalisation : Younis Malik
- Scénario : Nasir Adib
- Photographie : Masood Butt
- Montage : A. Saeed
- Producteur : Sarwar Bhatti
- Musique : Master Inayat Hussain

## Distribution
- Sultan Rahi : Maula Jatt
- Mustafa Qureshi : Noori Natt
- Seema : Bhabi
- Aasia : Mukkho Jatti
- Chakori : Daaro Nattni
- Kaifee : Bala Gaadi
- Aliya
- Asad
- Ladla
- Rangeela
- Adeeb
- Ilyas Kashmiri
- Shakeel